# Raymond Cattell
Raymond Bernard Cattell, född 20 mars 1905, död 2 februari 1998, var en brittisk/amerikansk psykolog, känd för att ha utforskat en stor rad psykologiska områden, och för att ha utvecklat metoder för att mäta dessa områden. Cattell var aktiv livet ut, skrev över 50 böcker och 500 artiklar och utvecklade över 30 standardiserade tester.